# Campichthys galei
Campichthys galei es una especie de pez de la familia Syngnathidae en el orden de los Syngnathiformes.

## Reproducción
Es ovovivíparo y el macho transporta los huevos en una bolsa ventral, la cual se encuentra debajo de la cola.

## Morfología
- Los machos pueden alcanzar los 5,5 cm de longitud total.

## Hábitat
Es un pez  de mar y de clima templado que vive hasta los 18 m de profundidad.

## Distribución geográfica
Es un endemismo de Australia.